# Płoszczań
Płoszczań (niem. Breiteberg, Breiterberg, 747 m n.p.m.) – szczyt w Karkonoszach, w obrębie Pogórza Karkonoskiego.
Znajduje się w zachodniej części Pogórza Karkonoskiego, na południowy zachód od Michałowic i na zachód od Jagniątkowa oraz na wschód od Szklarskiej Poręby. Na południu łączy się z Łagodną i Świerczyną. Na północnym wschodzie poprzez obniżenie Michałowic graniczy z masywem Grzybowca.
Cały masyw zbudowany jest z granitu karkonoskiego.
Pod szczytem i na zboczach występują pojedyncze skałki.
Od północy opływa go Rudnik, od południowego zachodu Czarna Płóczka, dopływy Kamiennej, od wschodu Brocz wraz z dopływami, uchodzący w Jagniątkowie do Wrzosówki.
Cały masyw porośnięty jest lasem dolnoreglowym, na północno-wschodnim stoku rozciągają się polany.